# Ozark County
Das Ozark County ist ein County im US-amerikanischen Bundesstaat Missouri. Im Jahr 2020 hatte das County 8553 Einwohner und eine Bevölkerungsdichte von 4,5 Einwohnern pro Quadratkilometer. Der Verwaltungssitz (County Seat) ist Gainesville.

## Geografie
Das County liegt im äußersten Süden von Missouri in den Ozarks und grenzt an Arkansas.
Es hat eine Fläche von 1956 Quadratkilometern, wovon 33 Quadratkilometer Wasserfläche sind.
Im Südwesten hat das County Anteil am Bull Shoals Lake, einem Stausee des White River. Der weiter östlich gelegene Lake Norfork entstand durch Aufstauen des North Fork River, der das County von Nord nach Süd durchfließt.
An das Ozark County grenzen folgende Nachbarcountys:
|                          | Douglas County           |                          |
| Taney County             |                          | Howell County            |
| Marion County (Arkansas) | Baxter County (Arkansas) | Fulton County (Arkansas) |

## Geschichte
Das Ozark County wurde 1841 gebildet. Benannt wurde es nach den Ozark Mountains. Von 1843 bis 1845 war das County umbenannt in Decatur County, benannt nach dem Marine-Offizier Stephen Decatur.

## Demografische Daten
Nach der Volkszählung im Jahr 2010 lebten im Ozark County 9723 Menschen in 3964 Haushalten. Die Bevölkerungsdichte betrug 5,1 Einwohner pro Quadratkilometer. In den 3964 Haushalten lebten statistisch je 2,44 Personen.
Ethnisch betrachtet setzte sich die Bevölkerung zusammen aus 97,4 Prozent Weißen, 0,3 Prozent Afroamerikanern, 0,8 Prozent amerikanischen Ureinwohnern, 0,2 Prozent Asiaten sowie aus anderen ethnischen Gruppen; 1,4 Prozent stammten von zwei oder mehr Ethnien ab. Unabhängig von der ethnischen Zugehörigkeit waren 1,5 Prozent der Bevölkerung spanischer oder lateinamerikanischer Abstammung.
19,6 Prozent der Bevölkerung waren unter 18 Jahre alt, 56,5 Prozent waren zwischen 18 und 64 und 23,9 Prozent waren 65 Jahre oder älter. 49,6 Prozent der Bevölkerung war weiblich.
Das jährliche Durchschnittseinkommen eines Haushalts lag bei 31.960 USD. Das Pro-Kopf-Einkommen betrug 17.298 USD. 16,5 Prozent der Einwohner lebten unterhalb der Armutsgrenze.

## Ortschaften im Ozark County
City
- Gainesville

Villages
- Bakersfield
- Theodosia

Unincorporated Communities
| - Almartha - Bird Springs - Brixey - Cross Roads - Dawt Mill - Dawt - Dora - Elijah - Foil - Hammond | - Hardenville - Howards Ridge - Isabella - Locust - Longrun - Luna - Lutie - Mammoth - Noble - Nottinghill | - Ocie - Pondfork - Pontiac - Rockbridge - Romance - Souder - Summit City - Sundown - Sycamore - Tecumseh | - Thornfield - Toledo - Trail - Udall - Wasola - Willhoit - Zanoni |

## Gliederung
Das Ozark County ist in 18 Townships eingeteilt:
| Township             | Einwohner (2010) | FIPS     |
| -------------------- | ---------------- | -------- |
| Barren Fork Township | 443              | 29-03412 |
| Bayou I Township     | 917              | 29-03647 |
| Bayou II Township    | 466              | 29-03648 |
| Big Creek Township   | 973              | 29-05428 |
| Bridges Township     | 968              | 29-08380 |
| Dawt Township        | 492              | 29-18568 |
| Jackson Township     | 300              | 29-35990 |
| Jasper Township      | 703              | 29-36548 |
| Lick Creek Township  | 434              | 29-42446 |

| Township              | Einwohner (2010) | FIPS     |
| --------------------- | ---------------- | -------- |
| Longrun Township      | 76               | 29-43922 |
| Noble Township        | 300              | 29-52652 |
| Nottinghill Township  | 121              | 29-53498 |
| Pine Creek Township   | 439              | 29-57764 |
| Pontiac Township      | 317              | 29-59078 |
| Richland Township     | 794              | 29-61544 |
| Spring Creek Township | 168              | 29-69680 |
| Thornfield Township   | 570              | 29-73114 |
| West Bridges Township | 1242             | 29-78634 |